# زلازل خاليسكو 1932
زلازل خاليسكو 1932 هو زلزالٌ وقعَ في ولاية خاليسكو في المكسيك بتاريخ 3 يونيو 1932.